# サンタ・テクラ (エルサルバドル)

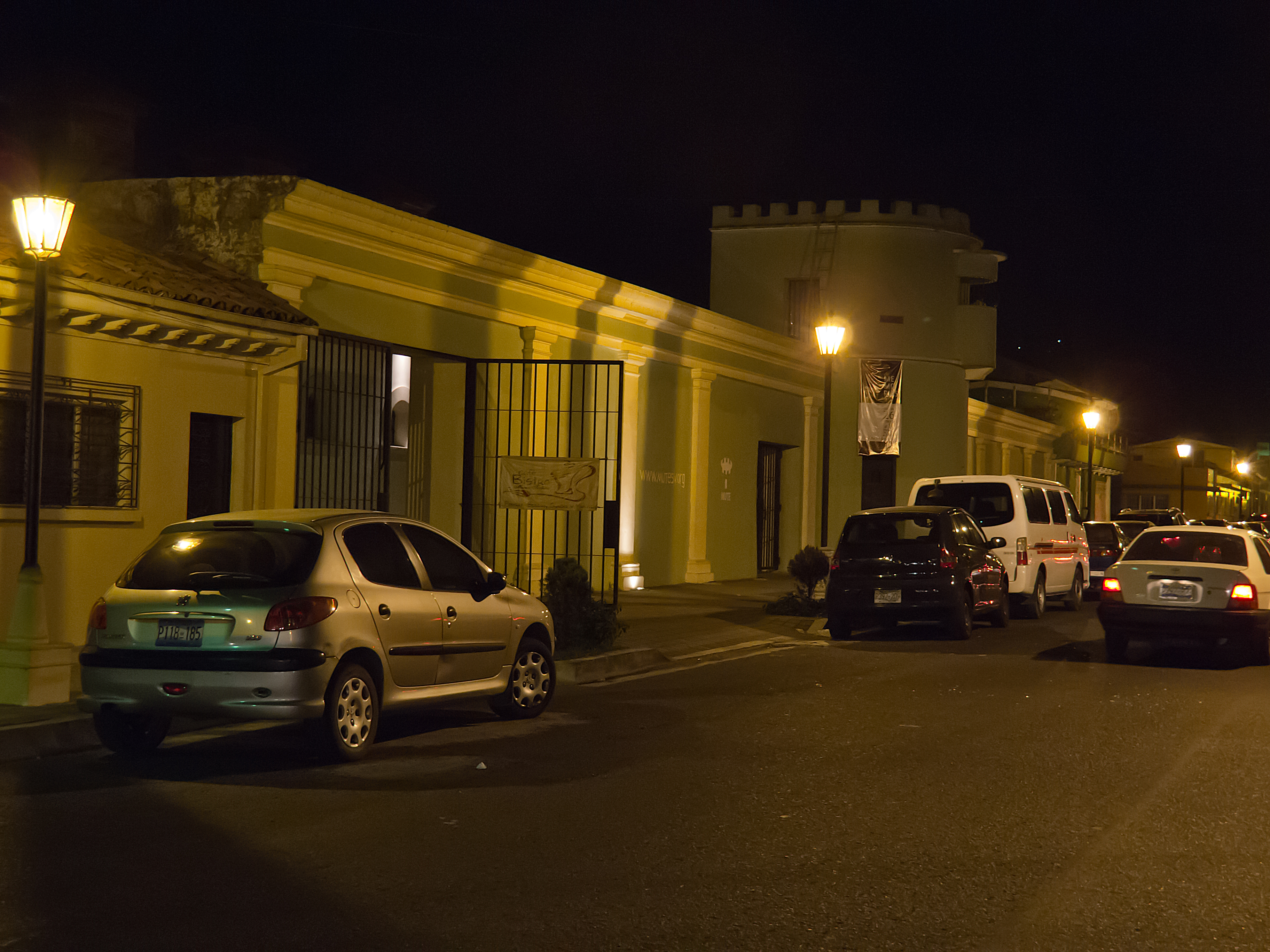
サンタ・テクラ博物館

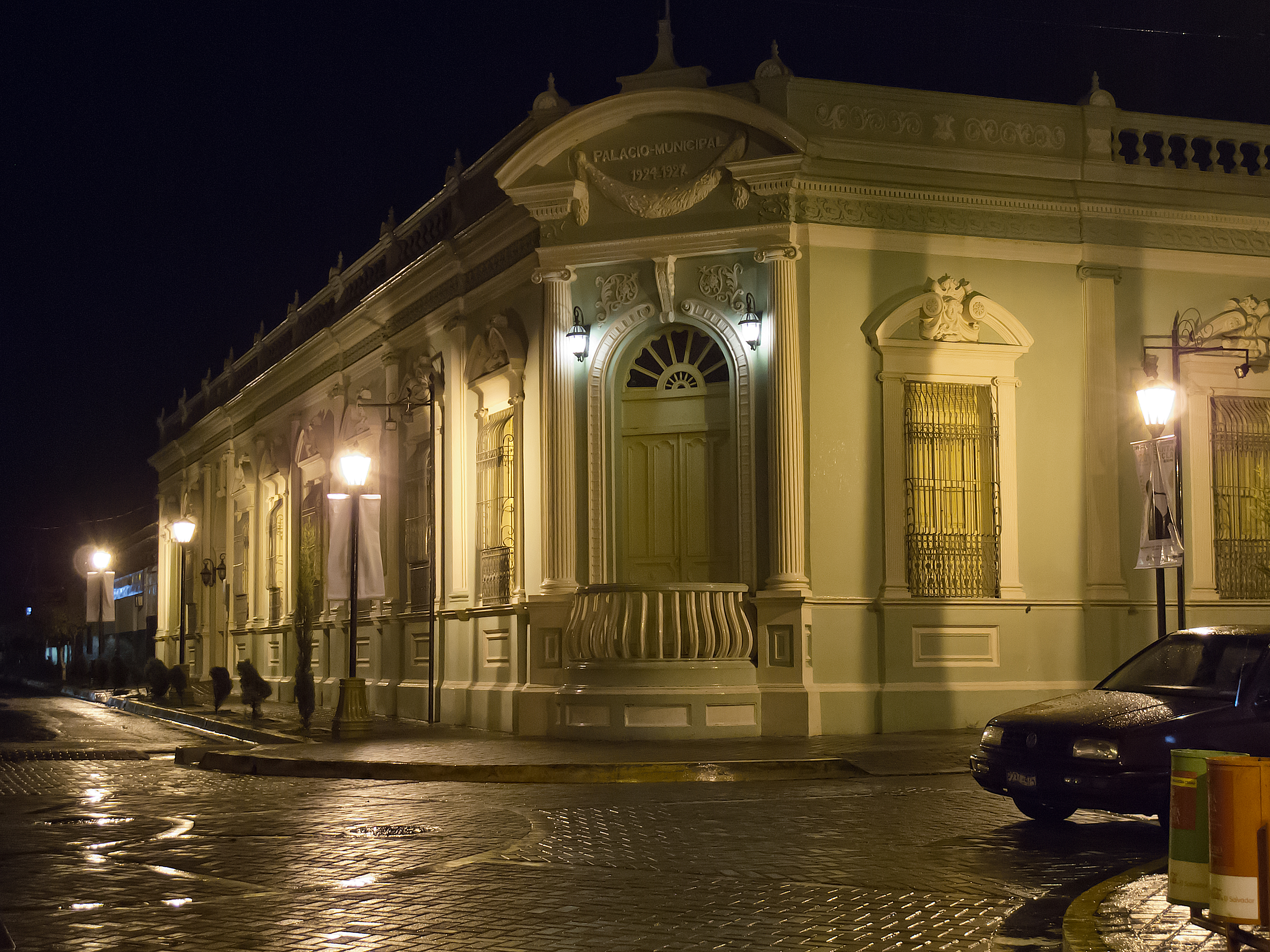
サンタ・テクラ市立宮殿

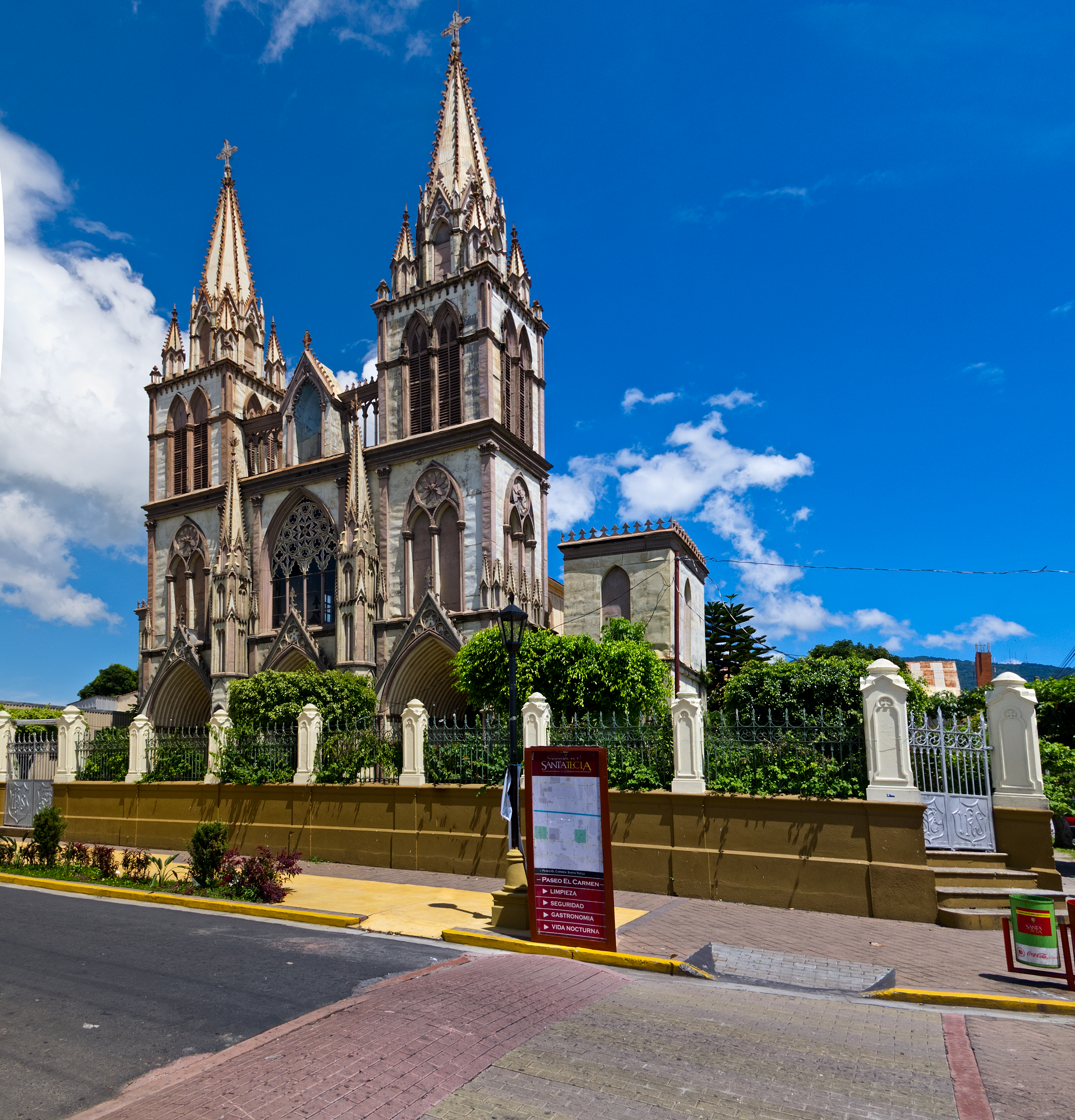
エル・カルメン大聖堂

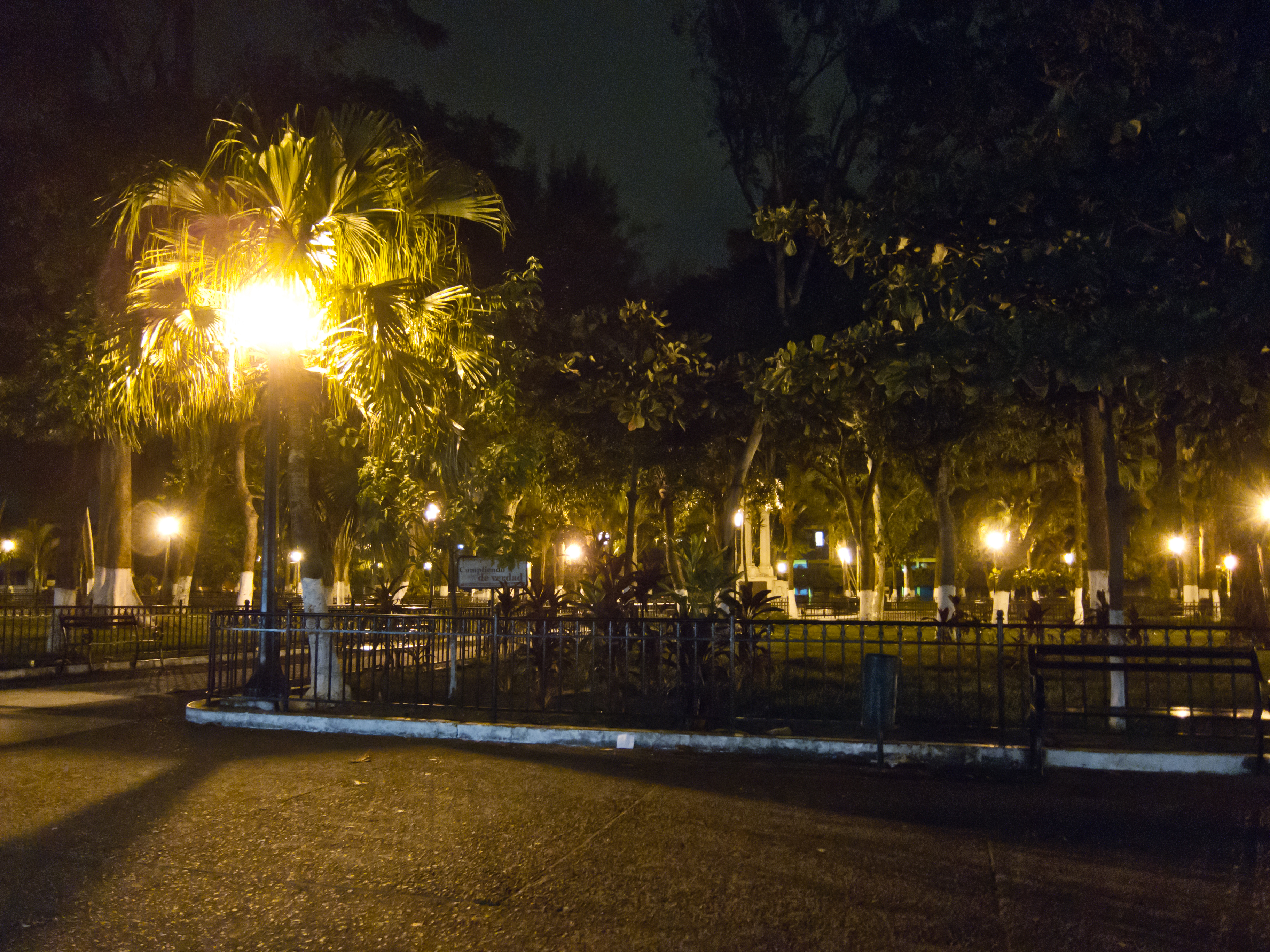
ホセ・サン・マルティン公園

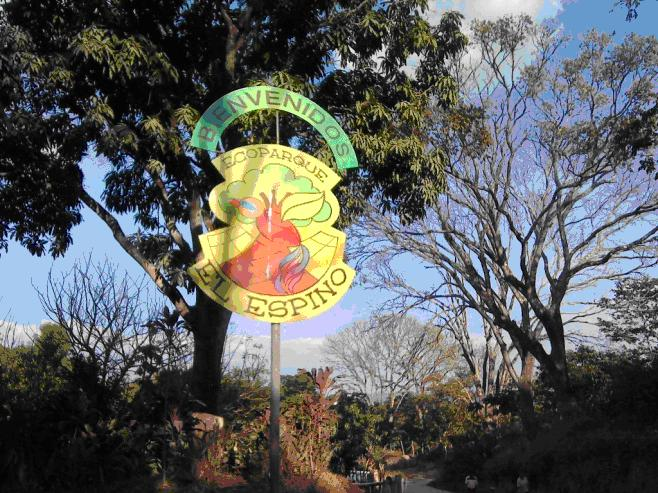
エル・エスピノ環境公園入口

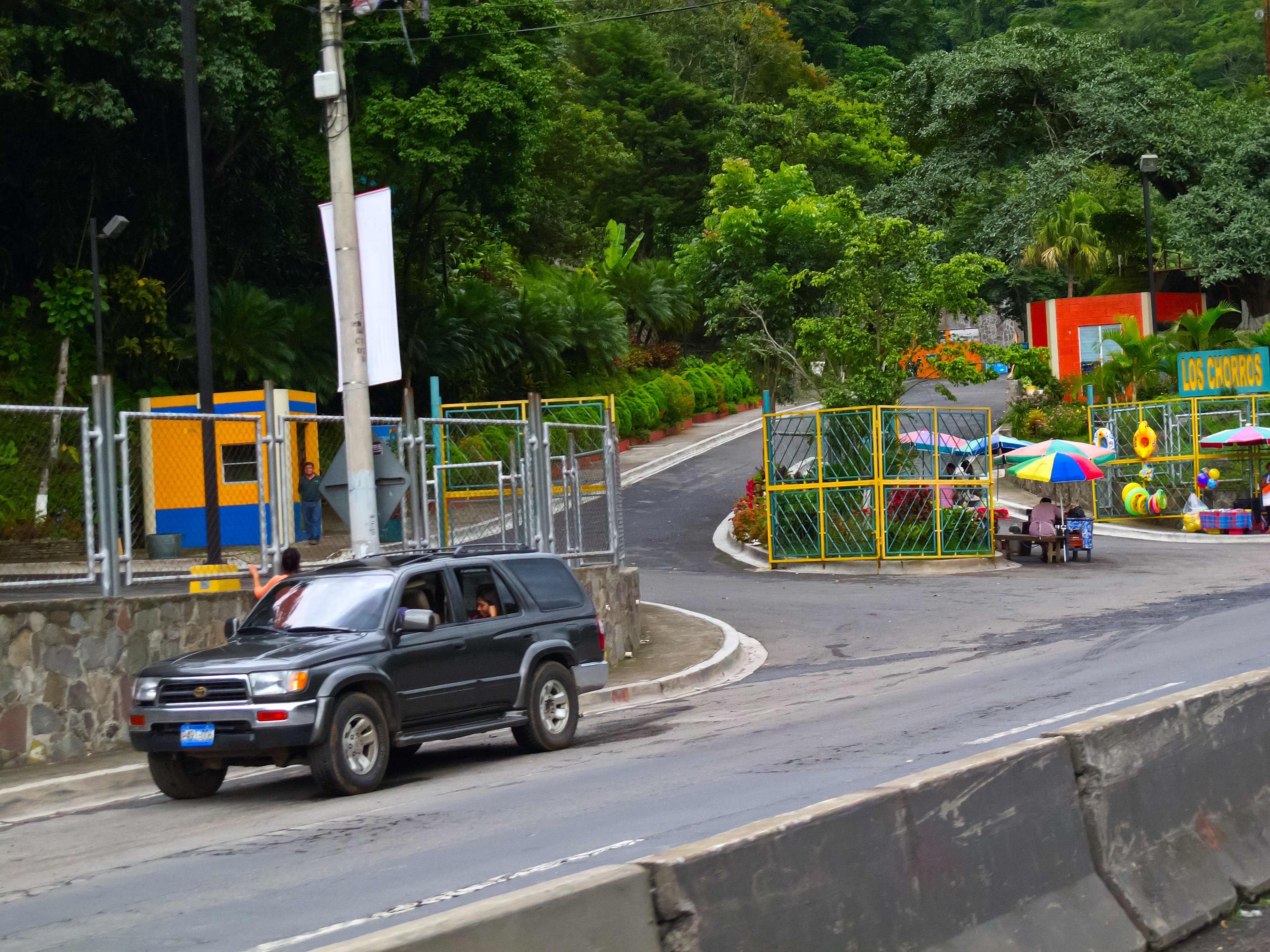
ロス・チョロス入口

サンタ・テクラ(Santa Tecla)は、エルサルバドル西部のラ・リベルタ県の県都。
2016年の人口は12万3300人で、国内10位。
サン・サルバドル火山の南麓に位置し、首都サン・サルバドルから14.5kmととても近い。
アンティグオ・クスカトラン市が東に接する。
キリスト教の聖テクラが由来。

## 人口
- 1992年9月27日：9万8392人
- 2007年5月12日：10万8840人
- 2016年6月30日：12万3300人

## 歴史
1854年8月8日、ホセ・マリア・サン・マルティン大統領が、地震で首都サン・サルバドルが壊滅した事を受けて、「新サン・サルバドル」として建設した。
1855年、新サン・サルバドルに遷都した。
1859年、サン・サルバドルに遷都した。
1865年、ラ・リベルタ県の県都になった。
珈琲産業が成功した事で、市は更に発展した。
2001年1月、地震が発生した。
2003年、守護聖人のテクラに因んで、「サンタ・テクラ」に改名された。
2004年、市の建設150周年式典で、テノール歌手のフェルナンド・デル・バジェがコンサートを開催した。
彼は1854年当時の大統領のホセ・マリア・サン・マルティンの子孫であり、1876年当時の大統領のアンドレス・デル・バジェの玄孫である。
また、開催された9月23日は聖テクラの祝日である。

## 行政区画
サンタ・テクラ市は以下の15地区から成る。
- El Progreso
- Victoria
- El Quequeisque
- Buena Vista
- Los Alvarez
- Loma Larga
- Los Amates
- Santa Tecla
- El Sacazil
- El Limón
- El Matazano
- Ayagualo
- Las Granadillas
- El Triunfo
- Los Pajales

## 統計

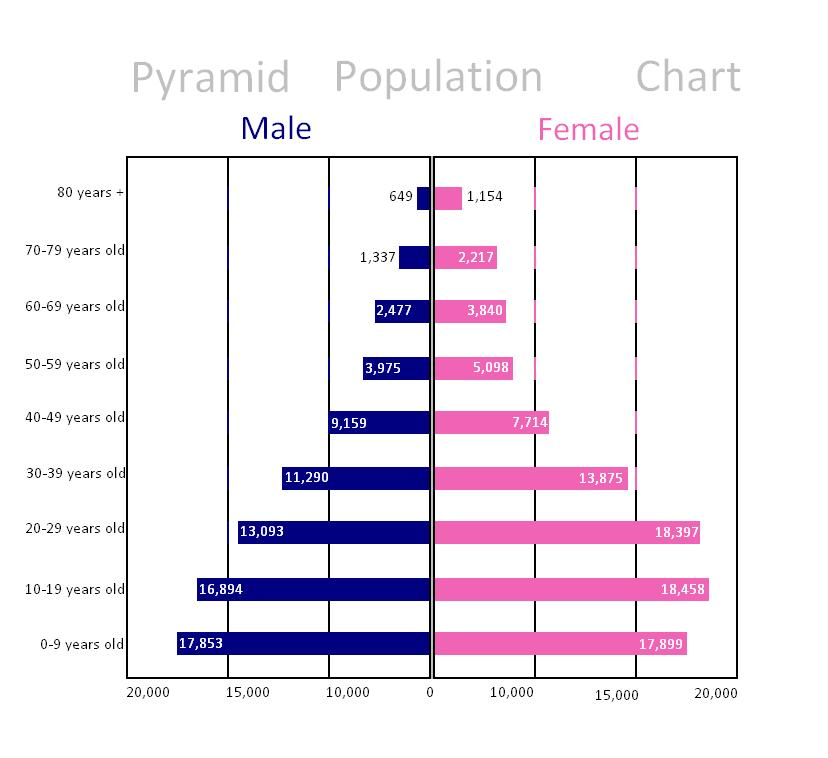
サンタ・テクラの人口ピラミッド

サンタ・テクラ市民の多くは国内他県出身で、特にサンタ・アナ県とチャラテナンゴ県が多い。
92%が都市地域に住んでいる。
失業率は5.1%で、31%が乗り物を所有し、19%は2台以上所有する。
| 項目             | 値          |
| 人間開発指標     | 0.821       |
| 平均寿命         | 82.0        |
| 15歳以上の識字率 | 92.4%       |
| 就学率           | 91.4%       |
| 1人当たりGDP     | USD $10,203 |
| 水道普及率       | 89.4%       |

## 気候
| サンタ・テクラの気候   | サンタ・テクラの気候 | サンタ・テクラの気候 | サンタ・テクラの気候 | サンタ・テクラの気候 | サンタ・テクラの気候 | サンタ・テクラの気候 | サンタ・テクラの気候 | サンタ・テクラの気候 | サンタ・テクラの気候 | サンタ・テクラの気候 | サンタ・テクラの気候 | サンタ・テクラの気候 | サンタ・テクラの気候 |
| 月                     | 1月                  | 2月                  | 3月                  | 4月                  | 5月                  | 6月                  | 7月                  | 8月                  | 9月                  | 10月                 | 11月                 | 12月                 | 年                   |
| ---------------------- | -------------------- | -------------------- | -------------------- | -------------------- | -------------------- | -------------------- | -------------------- | -------------------- | -------------------- | -------------------- | -------------------- | -------------------- | -------------------- |
| 平均最高気温 °C （°F） | 30.3 (86.5)          | 30.1 (86.2)          | 32.2 (90)            | 32.2 (90)            | 30.8 (87.4)          | 29.5 (85.1)          | 30.1 (86.2)          | 30.0 (86)            | 29.0 (84.2)          | 29.1 (84.4)          | 29.0 (84.2)          | 29.6 (85.3)          | 32.2 (90)            |
| 平均最低気温 °C （°F） | 15.3 (59.5)          | 16.8 (62.2)          | 17.7 (63.9)          | 19.0 (66.2)          | 20.0 (68)            | 19.6 (67.3)          | 19.1 (66.4)          | 19.3 (66.7)          | 19.4 (66.9)          | 19.0 (66.2)          | 17.5 (63.5)          | 16.5 (61.7)          | 15.3 (59.5)          |
| 最低気温記録 °C （°F） | 7.1 (44.8)           | 7.6 (45.7)           | 8 (46)               | 11 (52)              | 11 (52)              | 11 (52)              | 11 (52)              | 11 (52)              | 11 (52)              | 8.2 (46.8)           | 7 (45)               | 7 (45)               | 10 (50)              |
| [ 要出典 ]             |                      |                      |                      |                      |                      |                      |                      |                      |                      |                      |                      |                      |                      |

## 地質
エルサルバドルの広範囲と同じで、泉が多く土砂崩れが起き易い。
透水性の低い火砕流由来の地域が大部分を占める

## 姉妹都市
- スペイン：ヒホン
- ノルウェー：ネソッデン（英語版）[7]